# Galgenbergturm
Der Galgenbergturm ist ein Aussichtsturm und das wichtigste Symbol der Gemeinde Spiesen-Elversberg im saarländischen Landkreis Neunkirchen. Er wurde in den Jahren 1937 bis 1939 zur Zeit des Nationalsozialismus von Elversberger Bürgern auf Spieser Grund gebaut und am 8. Juli 1939 als Adolf-Hitler-Turm durch den stellvertretenden Gauleiter des Gaues Saarpfalz Ernst Ludwig Leyser eingeweiht. Nach dem Krieg wurde er in Galgenbergturm umbenannt, da er auf ebendieser 356 m ü. NN gelegenen Anhöhe der Gemeinde steht.
Seit Ende 2007 ist der Galgenbergturm auch als abstrahierte Silhouette auf dem neu gestalteten Signet der Gemeinde zu finden.
Von dem 17 Meter hohen Turm aus hat man einen Blick über die Gemeinde; bei günstigen Sichtverhältnissen kann man den Schwarzenbergturm in Saarbrücken, den Schaumberg bei Tholey und sogar bis nach Lothringen sehen.
Der Schlüssel für den Turmaufstieg kann beim Turmwächter telefonisch erfragt werden.

## Rosengarten und Veranstaltungen
Rund um den Galgenbergturm wurde ab 1979 mit dem Ausbau des Galgenbergs zum Naherholungsgebiet begonnen. Neben einem Spielplatz wurde im Jahre 1989 ein Rosengarten angelegt. Zeitweise gab es dort auf einer Fläche von 2000 m² ca. 1200 Floribunda-, Wild-, Hochstamm-, Edel-, Trauer- und Kletterrosen in 15 Sorten zu sehen. Aus finanziellen Gründen wurde der Rosengarten in den letzten Jahren weniger gepflegt. Aus diesem Grund  existieren auch Pläne, den Garten zu verkleinern. Im Frühjahr 2017 wurde im Rahmen der Aktion „Picobello“ des Entsorgungsverbandes Saar von Freiwilligen zusammen mit dem Bauhof der Gemeinde der Rosengarten gesäubert und botanisch wiederhergerichtet.
Gelegentlich wird die direkte Umgebung des Turmes, vor allem die Freifläche östlich des Turmes, für Veranstaltungen genutzt. So gab es in der Vergangenheit unter anderem „Turm in Flammen“ mit einem zur Musik abgestimmten Feuerwerk, ein Konzert „Klassik am Turm“ und Kino-Open-Airs, bei denen im Sommer 2014 die französische Komödie „Ziemlich beste Freunde“ und 2023 der Film „Die Goldfische“ gezeigt wurden.